# Barış Alıcı
Barış Alıcı (* 24. Juni 1997 in Bornova in der Provinz Izmir) ist ein türkischer Fußballspieler, der seit August 2021 bei Gençlerbirliği Ankara unter Vertrag steht. Er ist der Zwillingsbruder von Kerim Alıcı.

## Karriere
Alıcı kam in Bornova, einem Landkreis und gleichzeitig Stadtteil der westtürkischen Großstadtkommune Izmir, auf die Welt. Hier begann mit dem Vereinsfußball in der Jugend von Bergama Gençlerbirliği und spielte dann für die Nachwuchsabteilungen von Bucaspor und Altınordu İzmir.
In der Rückrunde der Saison 2014/15 erhielt er bei letzterem einen Profivertrag, spielte aber weiterhin für die Reservemannschaft (Altinordu Izmir U21). Alıcı gab mit 17 Jahren im türkischen Pokal in der Pokalpartie vom 28. Januar 2015 gegen den Viertligisten Bayburt Özel İdarespor sein Pflichtspieldebüt für die Profimannschaft, später in der Ligapartie vom 27. Dezember 2015 gegen Karşıyaka SK gab er mit 18 Jahren sein Ligaprofidebüt in der TFF 1. Lig, der zweithöchsten türkischen Ligaspielklasse.
Zur Spielzeit 2018/19 wechselte Alıcı gemeinsam mit seinem Mannschaftskollegen Berke Özer zu Fenerbahçe Istanbul. Für die Rückrunde der Saison 2018/19 wurde er an den Ligarivalen Yeni Malatyaspor und für die Saison 2019/20 an Çaykur Rizespor ausgeliehen.
Im Januar 2020 wurde diese Ausleihe vorzeitig beendet. Wenige Tage später wurde Alıcı für anderthalb Jahre an den belgischen Zweitdivisionär KVC Westerlo ausgeliehen. In der Saison 2020/21 bestritt er 15 von 28 möglichen Ligaspielen für Westerlo, in denen er ein Tor schoss, sowie ein Pokalspiel. Mit dem Ende der Ausleihe im Sommer 2021 kehrte Alıcı zunächst zu Fenerbahçe zurück.
Ohne ein Spiel für Fenerbahçe bestritten zu haben, wechselte er Anfang August 2021 zu Gençlerbirliği Ankara, wo er einen Vertrag mit einer Laufzeit von zwei Jahren unterschrieb.

## Erfolge
Türkische U20-Nationalmannschaft
- Turnier von Toulon: Dritter 2018 (5 Spiele, 1 Tor)[6]